# Pireuszi oroszlán
A Pireuszi oroszlán egyike a velencei Arzenál kapuja előtt álló négy oroszlánszobornak.

## Története és jellemzői
A szobor eredetileg Pireuszban, Athén ősi kikötőjében állt. Francesco Morosini haditengerészeti parancsnok (a későbbi velencei dózse) vitte zsákmányként Velencébe 1687-ben, a Szent Liga Oszmán Birodalom elleni háborúi során, amikor a velenceiek megostromolták Athént. A szobor másolatai a Pireuszi Régészeti Múzeumban és a Stockholmi Történeti Múzeumban láthatók.
Az oroszlán jól ismert műemlék volt Pireuszban, ahol az 1. vagy 2. század óta állott. Hírneve olyan volt, hogy az olaszok Porto Leonénak nevezték a kikötőt.
Az állat ül, üreges torka van, és egy cső nyoma (mostanra eltűnt) a hátán. Ez arra utal, hogy korábbi szökőkútként használták.
A körülbelül 3 méter magas, fehér márvány szobor különösen arról ismert, hogy a 11. század második fele körül néhány skandináv különleges manipulációjának áldozata lett, akik két hosszú rovásírásos feliratot véstek a vállára és oldalaira. A rúnaírás sárkányalakban van kivésve, amely motívum más, Skandináviában található rúnaköveken is előfordul.
A gravírozók szinte bizonyosan varégok voltak, a Bizánci Birodalom szolgálatában állt skandináv zsoldosok, akiket Görögországba küldtek, hogy elnyomják a helyi lakosság lázadását. Néhány évvel ezelőtt ennek az oroszlánnak egy példányát áthelyezték arra a helyre, amelyet Pireusz kikötőjében foglalt el.

## A vésetek és fordításuk

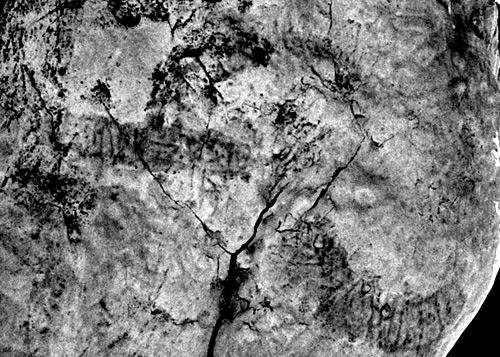
A felirat képe az oroszlán jobb oldalán (a láthatóság javítása érdekében megnövelt kontraszttal)

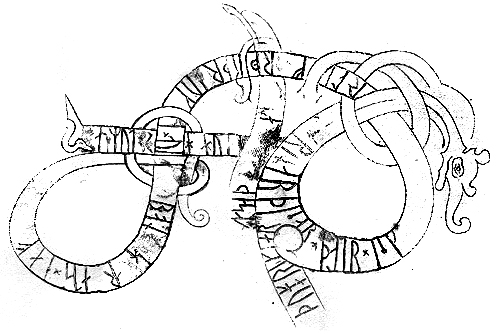
A felirat rajzolata

A feliratokat csak a 18. század végén azonosították rúnának, amikor Johan David Åkerblad svéd diplomata felfigyelt rájuk. Ezeket először a 19. század közepén Carl Christian Rafn, a Kongelige Nordiske Oldskrift-Selskab (Skandináv Régiségek Királyi Társasága) titkára írta át, és fordította le. A feliratokat az időjárás és a légszennyezettség koptatta, ami miatt egyes karakterei nehezen olvashatók voltak. A szöveg hézagait tehát az értelmezők hipotézisekkel és a jelentésükre vonatkozó következtetésekkel pótolták, az olvasható maradtak alapján.
Íme a két felirat és Rafn fordítása (az olvasható betűk vastagon szedve, a többi rekonstruálva):
Az oroszlán jobb oldalán:
- ASMUDR : HJU : RUNAR : ÞISAR : ÞAIR : ISKIR : AUK: ÞURLIFR : ÞURÞR : AUK : IVAR : AT : BON : HARADS : HAFA : ÞUAT : GRIKIAR : UF : HUGSAÞU : AUK : BANAÞU :
  - Asmund Magas Harold kérésére ezeket a rúnákat Asgeirrel és Thorleiffel, Thorddal és Ivarral gravíroztatta, a görögök tiltakoása ellenére.

Az oroszlán bal oldalán:
- HAKUN : VAN: ÞIR : ULFR : AUK : ASMUDR : AUK : AURN : HAFN : ÞESA : ÞIR : MEN : LAGÞU : A : UK : HARADR : HAFI : UF IABUTA : UPRARSTAR : VEGNA : GRIKIAÞIÞS : VARÞ : DALKR : NAUÞUGR : I : FIARI : LAÞUM : EGIL : VAR : I : FARU : MIÞ : RAGNARR : TIL : RUMANIU . . . . AUK : ARMENIU :
  - Hakon Ulffal, Asmunddal és Örnnel meghódította ezt a kikötőt. Ezek a férfiak és Magas Harold tetemes adót vetettek ki a görögök lázadása miatt. Dalkot távoli országokban tartják fogságban. Egil kiküldetésbe ment Ragnarral a Bizánci Birodalomba és Örményországba.

Vannak, akik megpróbálták összekapcsolni a feliratokban említett Harald nevet III. Harald norvég királyéval, de bevésésének időszaka nem esik egybe azzal, amikor a bizánci császár szolgálatában állt.

## Egyéb képek

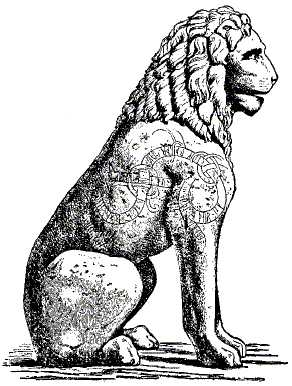
Rajz a pireuszi oroszlánról, a váll felőli oldalon sárkány formájú felirattal
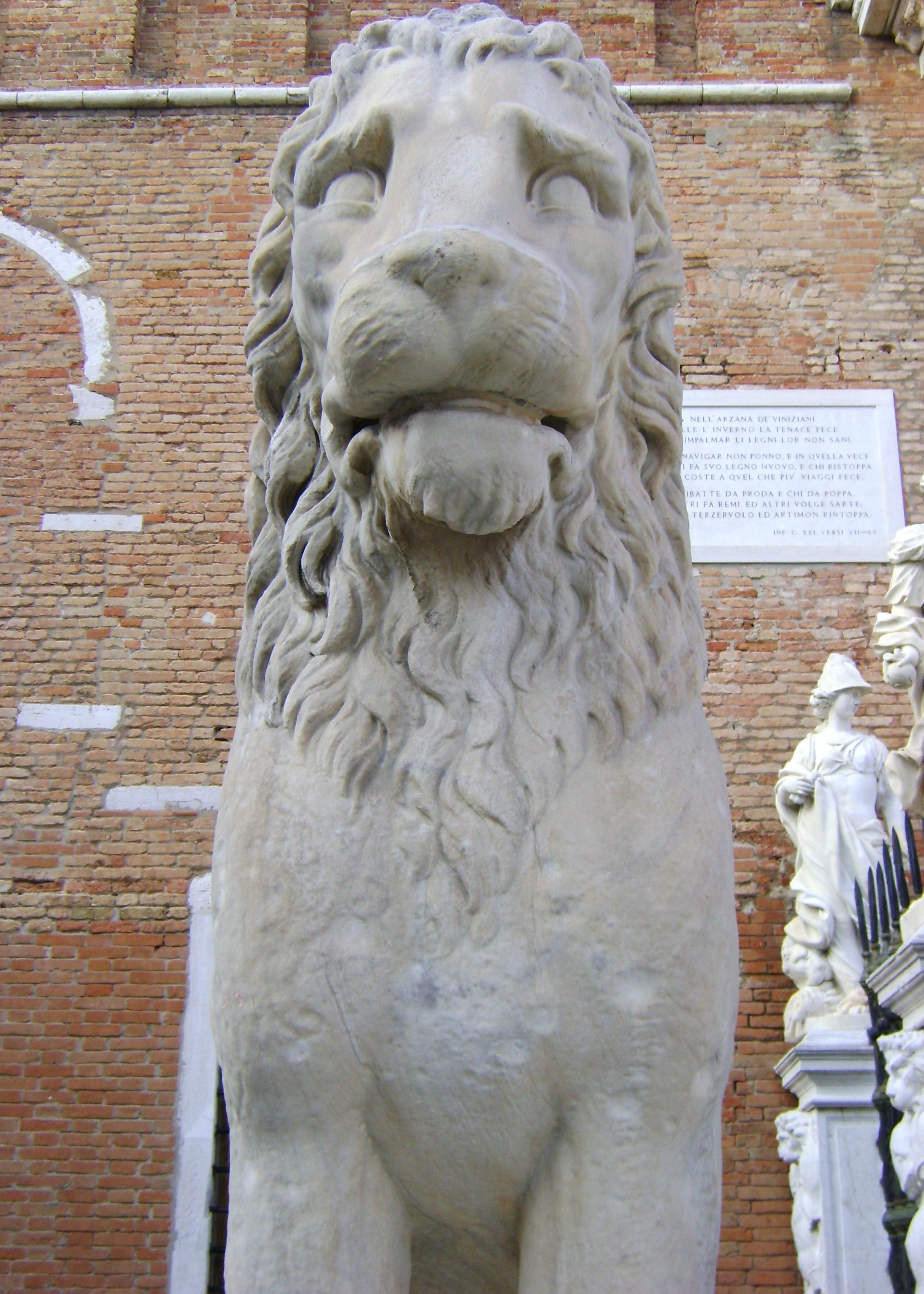
Elülső képe
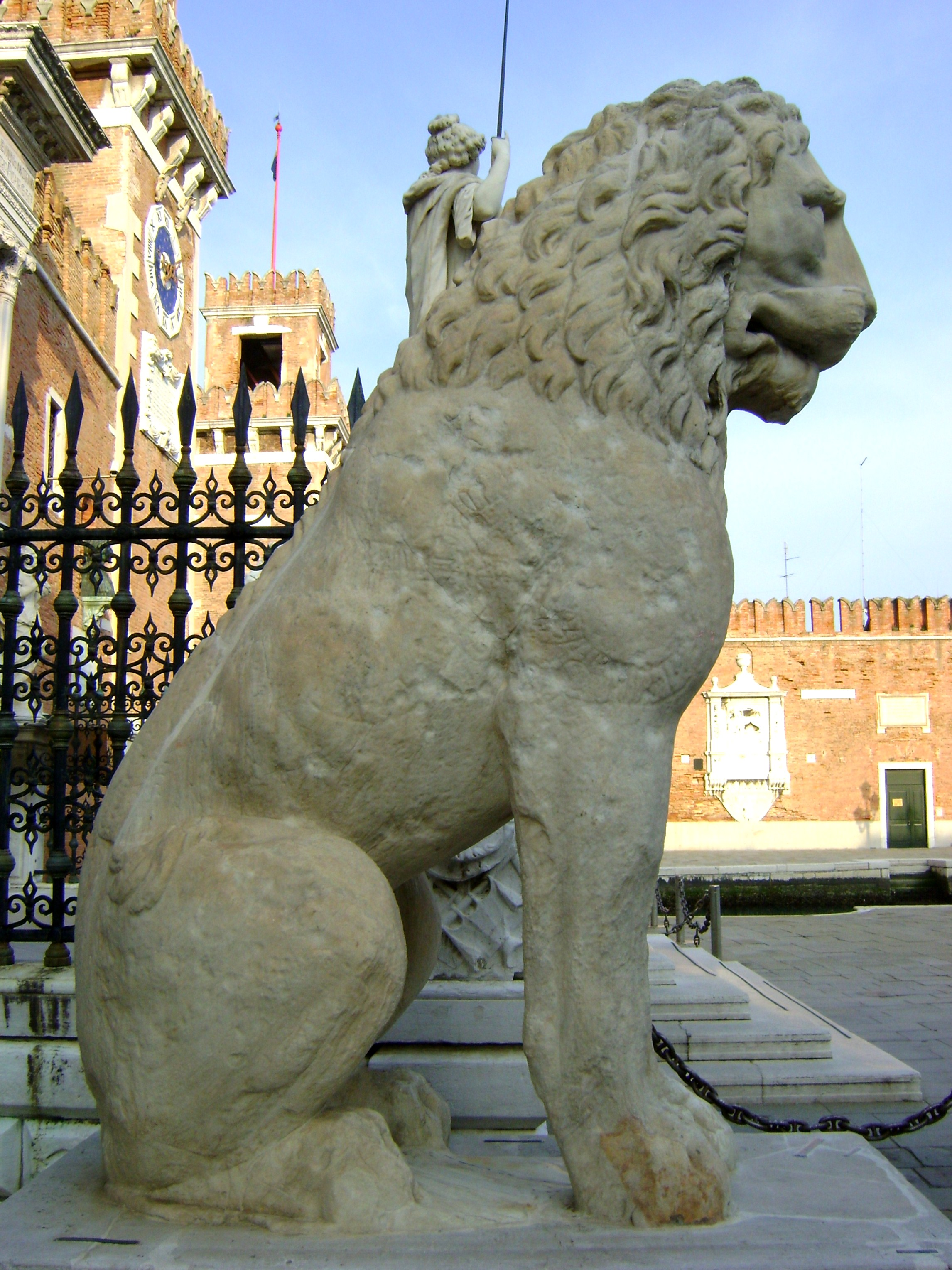
Oldalsó képe
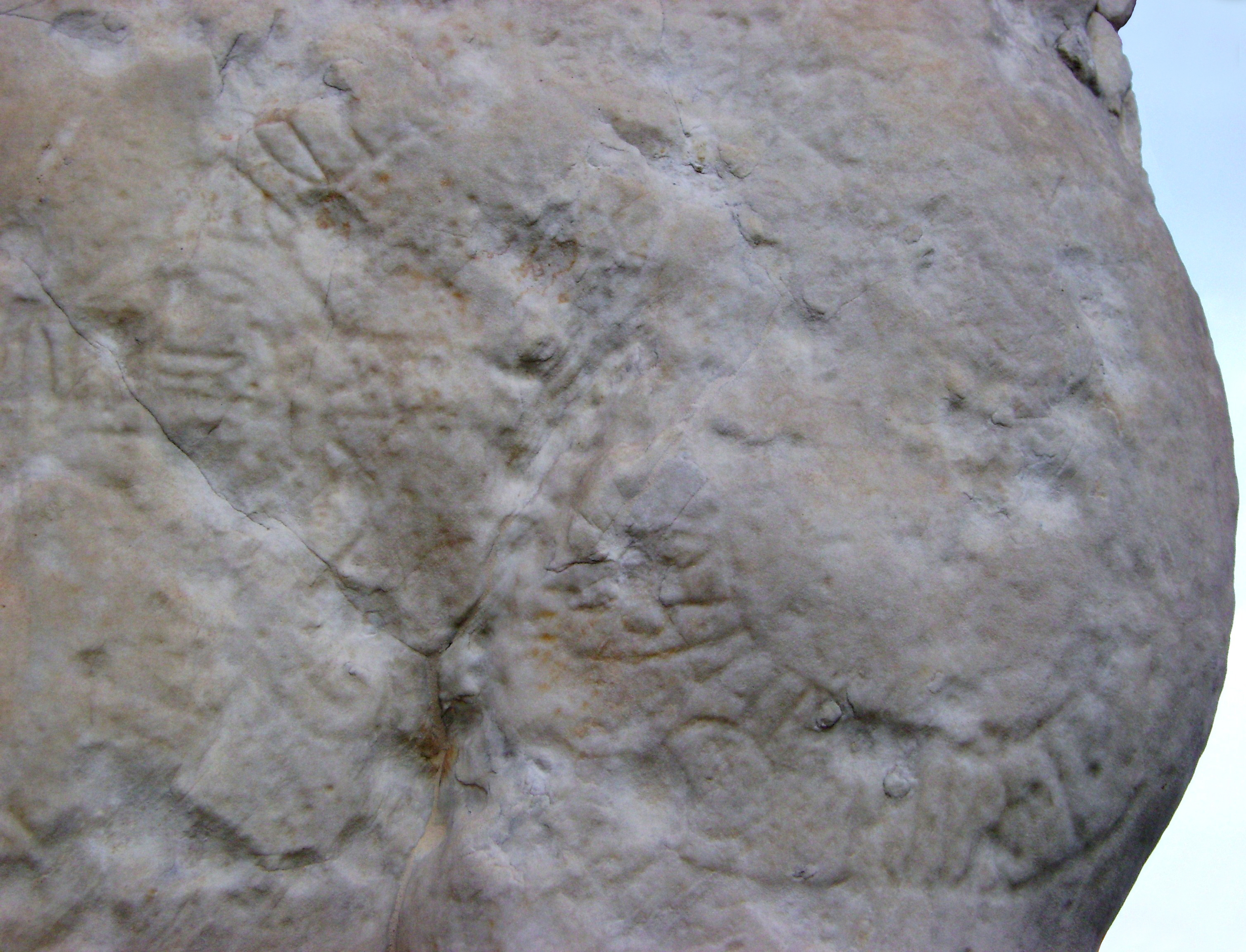
A rúnák részlete

## Fordítás
- Ez a szócikk részben vagy egészben  a   Leone del Pireo című olasz Wikipédia-szócikk ezen változatának fordításán alapul.  Az eredeti cikk szerkesztőit annak laptörténete sorolja fel. Ez a jelzés csupán a megfogalmazás eredetét és a szerzői jogokat jelzi, nem szolgál a cikkben szereplő információk forrásmegjelöléseként.